# Molossoïde

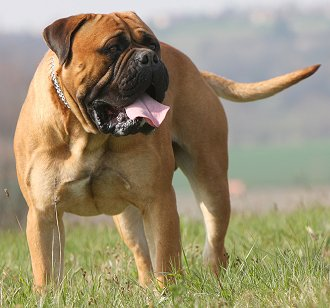
Bullmastiff.

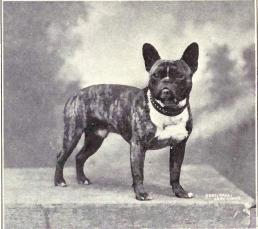
Bouledogue français.

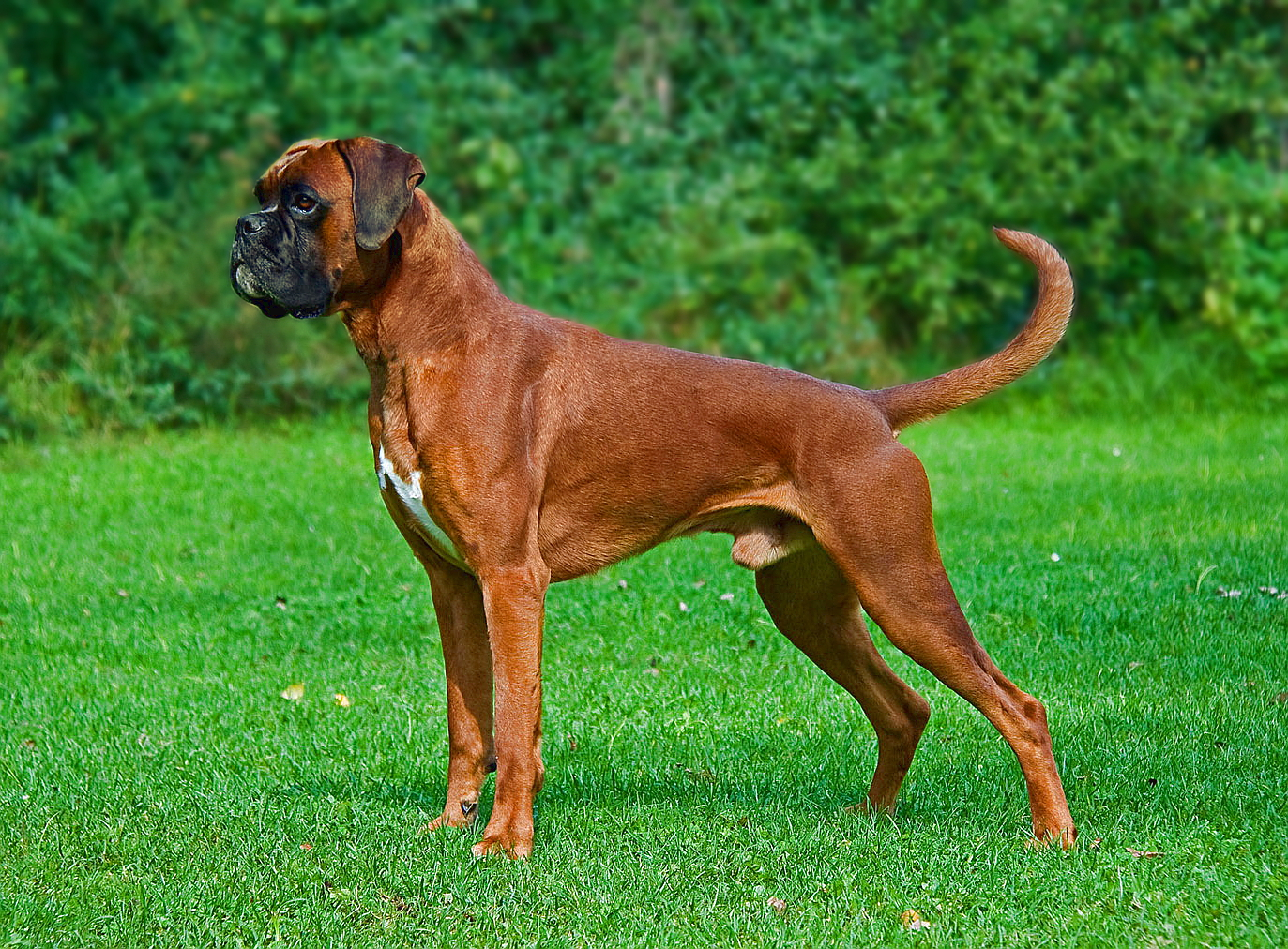
Boxer.

Les molossoïdes, ou plus communément molosses, sont l'un des quatre types de chiens définis par le vétérinaire français Jean Pierre Mégnin, ayant comme caractéristiques anatomiques la tête et le corps massifs, le museau court, les babines longues et épaisses, les oreilles courtes et tombantes (ou droites par exemple dans le cas du bouledogue français). Le terme molosse remonte à l'Antiquité et dérive du peuple des Molosses vivant dans l'Épire qui fournirent à Alexandre le Grand son chien Péritas.
Selon la nomenclature de la Fédération cynologique internationale, la majorité des molossoïdes appartiennent au groupe 2 dont ils constituent la seconde section. Celle-ci est divisée en deux sous-sections, les molossoïdes de type dogue et ceux de type montagne. Quant aux molossoïdes de petit format, ils appartiennent à la huitième section du groupe 9 des chiens de compagnie.

## Nomenclature
| Race                                                    | Nomenclature FCI | Type     | Remarque |
| ------------------------------------------------------- | ---------------- | -------- | -------- |
| Alano espagnol (Bouledogue espagnol)                    | -                | Dogue    |          |
| Australian Bulldog                                      | -                | Dogue    |          |
| Boerboel (boerbull)                                     | -                | Dogue    |          |
| Boxer (Deutscher Boxer)                                 | 2/2.1/144        | Dogue    |          |
| Bouledogue américain                                    | -                | Dogue    |          |
| Broholmer                                               | 2/2.1/315        | Dogue    |          |
| Bulldog anglais                                         | 2/2.1/149        | Dogue    |          |
| Bullenbeißer                                            | -                | Dogue    | Éteinte  |
| Bullmastiff                                             | 2/2.1/157        | Dogue    |          |
| Cão Fila de São Miguel (Fila de Saint Miguel)           | 2/2.1/340        | Dogue    |          |
| Catahoula-bulldog                                       | -                | Dogue    |          |
| Chien de cour italien (Cane Corso Italiano)             | 2/2.1/343        | Dogue    |          |
| Chien de trait belge (Mâtin belge)                      | 2/2.1/069        | Dogue    | Éteinte  |
| Cimarron uruguayen                                      | 2/2.1/353        | Dogue    |          |
| Continental Bulldog                                     | 2/2.1/369        | Dogue    |          |
| Dogue allemand (Grand Danois)                           | 2/2.1/235        | Dogue    |          |
| Dogue argentin (Dogo argentino)                         | 2/2.1/292        | Dogue    |          |
| Dogue de Bordeaux                                       | 2/2.1/116        | Dogue    |          |
| Dogue des Canaries (Dogo canario)                       | 2/2.1/346        | Dogue    |          |
| Dogue de Cuba (Dogo cubano)                             | -                | Dogue    | Éteinte  |
| Dogue de Majorque (Perro dogo mallorquín ou Ca de Bou)  | 2/2.1/249        | Dogue    |          |
| Fila Brasileiro                                         | 2/2.1/225        | Dogue    |          |
| Leavitt bulldog                                         | -                | Dogue    |          |
| Mâtin napolitain                                        | 2/2.1/197        | Dogue    |          |
| Mastiff (Old English Mastiff)                           | 2/2.1/264        | Dogue    |          |
| Old English Bulldog                                     | -                | Dogue    | Éteinte  |
| Rottweiler                                              | 2/2.1/147        | Dogue    |          |
| Tosa (Tosa-Inu)                                         | 2/2.1/260        | Dogue    |          |
| Berger d'Asie centrale (Sredneasiatskaya ovtcharka)     | 2/2.2/335        | Montagne |          |
| Berger du Caucase (Kavkazskaïa ovtcharka)               | 2/2.2/328        | Montagne |          |
| Berger du Karst (Kraski Ovcar)                          | 2/2.2/278        | Montagne |          |
| Berger roumain corbeau                                  | 2/2.2/373        | Montagne |          |
| Cão de Gado Transmontano                                | 2/2.2/368        | Montagne |          |
| Chien de berger d'Anatolie (Çoban Köpeği ou Kangal)     | 2/2.2/331        | Montagne |          |
| Chien de berger roumain de Bucovine                     | 2/2.2/357        | Montagne |          |
| Chien de berger yougoslave de Charplanina (Šarplaninac) | 2/2.2/041        | Montagne |          |
| Chien de Terre-Neuve                                    | 2/2.2/050        | Montagne |          |
| Chien de Castro Laboreiro                               | 2/2.2/170        | Montagne |          |
| Chien de la Serra da Estrela                            | 2/2.2/173        | Montagne |          |
| Chien de Leonberg                                       | 2/2.2/145        | Montagne |          |
| Chien de montagne de l'Atlas (Aïdi ou chien berbère)    | 2/2.2/247        | Montagne |          |
| Chien de montagne des Pyrénées                          | 2/2.2/137        | Montagne |          |
| Chien du Mont Saint-Bernard                             | 2/2.2/061        | Montagne |          |
| Dogue du Tibet (Do-Khyi)                                | 2/2.2/230        | Montagne |          |
| Hovawart                                                | 2/2.2/190        | Montagne |          |
| Landseer continental européen                           | 2/2.2/226        | Montagne |          |
| Mâtin des Pyrénées                                      | 2/2.2/092        | Montagne |          |
| Mâtin espagnol                                          | 2/2.2/091        | Montagne |          |
| Rafeiro de l'Alentejo                                   | 2/2.2/096        | Montagne |          |
| Bouledogue français                                     | 9/8/101          | Petit    |          |
| Carlin (Pug)                                            | 9/8/253          | Petit    |          |
| Terrier de Boston                                       | 9/8/140          | Petit    |          |